# 1826 год в науке
В 1826 году произошли следующие события в области науки:

## События
- 4 января — в Польше был основан Варшавский политехнический университет.
- 11 февраля — в Лондоне был основан первый университет.
- Шотландский инженер Томас Друммонд изобрёл новый вид освещения — друммондов свет, который использовался в театре.

## Публикации
- 7 (19) февраля 1826 года русский математик Николай Иванович Лобачевский представил для напечатания в университетском журнале статью «Сжатое изложение начал геометрии со строгим доказательством теоремы о параллельных». Рукопись не сохранилась, однако сочинение было включено Лобачевским в его труд «О началах геометрии» (1829—1830), напечатанный в журнале «Казанский вестник». Это сочинение стало первой в мировой литературе серьёзной публикацией по неевклидовой геометрии, или геометрии Лобачевского[1].
- Французский физик Андре-Мари Ампер издал классическую монографию «Теория электродинамических явлений, выведенная исключительно из опыта». Он открыл электромагнит (соленоид), высказал идею электрического телеграфа. Формула Ампера для взаимодействия двух элементов тока вошла в учебники[2].
- В Берлине начинает издаваться математический журнал Crelle's Journal («журнал Крелле»).
- В Лондоне начинает издаваться журнал по геологии «Journal of the Geological Society[англ.]».

## Родились
- 5 января — Альфред Вульпиан, французский физиолог и клиницист (ум. 1887).
- 23 января — Эдуард Кауэлл, английский санскритолог (ум. 1903).
- 1 февраля — Евгений Якушкин, русский юрист, этнограф, библиограф (ум. 1905).
- 3 февраля — Уолтер Бэджет, британский экономист и политический философ (ум. 1877).
- 15 февраля — Эммануэль Ляи, французский ботаник и астроном (ум. 1900).
- 4 марта — Август Биленштейн, знаток и исследователь латышского языка (ум. 1907).
- 10 марта — Луи-Овид Брюне, франкоканадский ботаник, священник (ум. 1876).
- 20 апреля — Питер Барр, британский ботаник и садовод (ум. 1909).
- 6 мая — Леопольд Шренк, российский зоолог, геолог и этнолог (ум. 1894).
- 8 мая — Андре Сонжон, французский ботаник (ум. 1905).
- 26 мая — Ричард Кэррингтон, английский астроном (ум. 1875).
- 26 июня — Адольф Бастиан, немецкий этнограф, путешественник и философ (ум. 1905).
- 29 июня — Шарль Бёле, французский археолог и государственный деятель (ум. 1874).
- 11 июля:
  - Франц Грасгоф, немецкий механик и машиностроитель (ум. 1893).
  - Джон Фаулэр, английский инженер (ум. 1864).
- 13 июля — Станислао Канниццаро, итальянский химик (ум. 1910).
- 21 сентября — Джильберто Гови, итальянский физик, естествовед и политик; автор ряда научных трудов (ум. 1889).
- 6 августа — Жан Дебо, французский ботаник, миколог, малаколог, натуралист (естествоиспытатель) и военный фармацевт (ум. 1910).
- 9 августа — Ян Ламбль, чешский учёный-агроном (ум. 1909).
- 21 августа — Иван Рахманинов, русский математик и механик, доктор математических наук и астрономии (ум. 1897).
- 29 августа — Карл Гегенбаур, немецкий учёный, классик сравнительной анатомии (ум. 1903).
- 6 сентября — Генрих фон Мальтцан, немецкий исследователь, этнограф, лингвист, путешественник и писатель (ум. 1874).
- 17 сентября — Бернхард Риман, немецкий математик, механик и физик (ум. 1866).
- 19 сентября — Антонио Раймонди, итальяно-перуанский учёный, исследователь, географ, натуралист (ум. 1890).
- 27 сентября — Арман Давид, французский миссионер-лазарист, зоолог и ботаник (ум. 1900).
- 26 октября — Дмитрий Бакрадзе, российский и грузинский историк, археолог, этнограф (ум. 1890).
- 22 ноября — Фридолин Зандбергер, немецкий геолог и минералог (ум. 1898).
- 24 ноября — Александр Советов, русский учёный-агроном и почвовед (ум. 1901).
- 28 ноября — Матвей Гусев, русский астроном, один из пионеров астрофизики (ум. 1866).
- 1 декабря — Серено Ватсон, американский ботаник (ум. 1892).
- 13 декабря — Николай Соколов, русский химик (ум. 1877).
- 16 декабря — Джованни Донати, итальянский математик и астроном (ум. 1873).
- 18 декабря — Теодор фон Зикель, австрийский историк (ум. 1908).

## Скончались
- 28 января — Густав Пайкуль, шведский натуралист и поэт (род. 1757).
- 5 марта — Георг Гофман, немецкий ботаник и лихенолог, свыше 20 лет работавший в России (род. 1760).
- 13 марта — Конрад Лоддиджз, английский ботаник и растениевод германского происхождения (род. 1738).
- 14 марта — Жан Лешено де ла Тур, французский ботаник и орнитолог (род. 1773).
- 17 марта — Фердинанд Бауэр, австрийский ботаник (род. 1760).
- 4 мая — Карло Белларди, итальянский ботаник и врач (род. 1741).
- 13 мая — Кристиан Крамп, французский математик (род. 1760).
- 15 мая — Иоганн Науман, немецкий орнитолог (род. 1744).
- 16 июня — Фёдор Биберштейн, русский ботаник немецкого происхождения, шелковод, путешественник (род. 1768).
- 13 августа — Рене Лаэннек, французский врач и анатом, основоположник клинико-анатомического метода диагностики, изобретатель стетоскопа (род. 1781).
- 9 сентября — Василий Джунковский, русский врач (род. 1767).
- 25 сентября — Джованни Брокки, итальянский минералог, геолог и палеонтолог (род. 1772).
- 23 ноября — Боде, Иоганн Элерт, немецкий астроном (род. 1747).
- 24 ноября — Кларк Абель, британский врач, натуралист, ботаник и зоолог (род. 1789).
- 29 декабря — Франческо Канчеллиери, итальянский историк и археолог (род. 1751).
- Франц Александрович Делявинь, русский ботаник, один из первых профессиональных ботаников, работавших на территории Российской империи (род. 1767).